# Den förlorade sonen (film, 1995, Blue River)
Den förlorade sonen, amerikansk film från 1995 baserad på Ethan Canins roman Blue River.

## Handling
Två bröder som haft ett stormigt förhållande möts igen efter 15 år.

## Om filmen
Filmen är inspelad i Wilmington, North Carolina och hade premiär den 21 november 1995.

## Rollista
- Jerry O'Connell
- Nick Stahl
- Neal McDonough
- Jean Marie Barnwell
- Patrick Renna
- Sam Elliott
- Susan Dey
- Rebecca Rogers
- Lorri Lindberg
- Merritt Wever
- Cara Jedell
- Catherine Shaffner
- David Cutting
- Chris Blackwelder
- Joanna Canton
- Craig Dawson
- Michael Harding